# Brachodes candefacta
Brachodes candefacta is een vlinder uit de familie Brachodidae. De wetenschappelijke naam van de soort is voor het eerst geldig gepubliceerd in 1858 door Julius Lederer.